# 川崎航空機工業
川崎航空機工業株式会社（かわさきこうくうきこうぎょう、英: Kawasaki Aircraft Co., Ltd.）は、かつて存在した日本の航空機メーカー、オートバイメーカー。
川崎重工業への吸収合併を経て、航空機部門は川崎重工業の社内カンパニーである航空宇宙システムカンパニー、オートバイ部門は川崎重工業から分離・独立したカワサキモータースへそれぞれ継承されている。

## 沿革
- 1937年（昭和12年）11月18日 株式会社川崎造船所の飛行機工場が分離・独立して川崎航空機工業株式会社（資本金：5,000万円、社長：鋳谷正輔）を設立。
- 1946年（昭和21年）5月31日 川崎産業株式会社と改称。
- 1950年（昭和25年）
  - 3月1日 株式会社川崎都城製作所（資本金：600万円、社長：長峰賢次）を設立。
  - 5月1日 川崎機械工業株式会社（資本金：8,500万円、社長：砂野仁）と株式会社川崎岐阜製作所（資本金：6,000万円、社長：永野喜美代）を設立し、川崎産業株式会社を解散。
- 1951年（昭和26年）3月31日 株式会社川崎都城製作所を解散。
- 1952年（昭和27年）3月 航空機の製造禁止が解除される。
- 1953年（昭和28年）9月21日 清算中の株式会社川崎都城製作所を川崎航空機工業株式会社（資本金：600万円、社長：手塚敏雄）と改称し存続させる。
- 1954年（昭和29年）3月15日 川崎機械工業株式会社と株式会社川崎岐阜製作所を川崎航空機工業株式会社に吸収合併し、資本金を8億7,600万円に増資。
- 1964年（昭和39年）9月 カワサキメグロ製作所を吸収。
- 1969年（昭和44年）4月1日 川崎重工業株式会社に吸収合併される。